# Двадцать один день
«Двадцать один день» (англ. 21 Days) — кинофильм по рассказу Джона Голсуорси «Первый и последний» (1914). В США выпущен под названием «Двадцать один день вместе» (англ. 21 Days Together). Главные роли исполняют Вивьен Ли, Лоренс Оливье и Лесли Бэнкс.

## Сюжет
Молодой юрист Лэрри Дэррент из самозащиты убивает мужа своей возлюбленной Ванды и вместо того, чтобы пойти в полицию, прячет тело. Тогда за убийство арестовывают другого человека.

## В ролях
- Вивьен Ли — Ванда
- Лоренс Оливье — Лэрри Дэррент
- Лесли Бэнкс — Кейт Дэррент
- Фрэнсис Л. Салливан — Мэндер
- Дэвид Хорн — Бивис
- Хэй Петри — Джон Эван
- Роберт Ньютон — Толли